# (24798) 1994 PF2
(24798) 1994 PF2 est un astéroïde de la ceinture principale d'astéroïdes découvert en 1994.

## Description
(24798) 1994 PF2 a été découvert le 9 août 1994 à l'observatoire Palomar, situé au nord de San Diego en Californie, par le programme Planet-Crossing Asteroid Survey (PCAS).

### Caractéristiques orbitales
L'orbite de cet astéroïde est caractérisée par un demi-grand axe de 2,42 UA, un périhélie de 1,83 UA, une excentricité de 0,24 et une inclinaison de 1,54° par rapport à l'écliptique. Du fait de ces caractéristiques, à savoir un demi-grand axe compris entre 2 et 3,2 UA et un périhélie supérieur à 1,666 UA, il est classé, selon la JPL Small-Body Database, comme objet de la ceinture principale d'astéroïdes.

### Caractéristiques physiques
(24798) 1994 PF2 a une magnitude absolue (H) de 15,5 et un albédo estimé à 0,269.